# Rig 46
De Rig 46 of Kermac Rig 46 was een afzinkbare boorplatform en werd in 1956 gebouwd door Ingalls Shipbuilding voor Kerr-McGee. In dit ontwerp werd het dek ondersteund door vier flesvormige kolommen, het eerste platform van dit type. Het kon werken in waterdieptes tot 70 voet (21 meter).
Het week af van de afzinkers die veelal gebaseerd waren op de succesvolle Mr. Charlie die langwerpig waren en onder nog bestonden uit een ponton. Het ontwerp van Rig 46 was vierkanter en de stabiliseringskolommen waren van een grotere diameter, naar boven toe naar binnen lopend. De grote diameter en het wijde platform maakte dat dit platform een grotere stabiliteit had.

In plaats van op pontons waren de kolommen onderaan verbonden met een roosterpatroon van horizontale buisvormige delen. Dit moest de problemen voorkomen die de pontons gaven in zeegang en stroming waarbij zand werd weggespoeld onder het ponton, waardoor platforms instabiel werden.
Dit kolomgestabiliseerde ontwerp zou veel navolging krijgen en uiteindelijk culmineren in Rig 54 dat kon werken in waterdieptes tot 175 voet (53 meter) en de grootste afzinker ooit was. Daarna brak echter het einde aan van de afzinkers doordat deze via de Blue Water Rig No. 1 evolueerden tot het halfafzinkbare platform en door de opkomst van de jack-ups.